# Casa individuală de pe strada Ismail 17, Chișinău
Casa individuală (sau Casa de raport) de pe strada Ismail 17 a fost un monument de arhitectură de însemnătate națională amplasat în Chișinău, introdus în Registrul monumentelor de istorie și cultură a municipiului Chișinău la inițiativa Academiei de Științe. Se afla la intersecția străzilor Ismail și 31 august 1989.
Clădirea data din a doua jumătate a secolului al XIX-lea. În 1940, era în proprietatea aristocratei Pelaghia Ciorbă.
Arhitectura clădirii era soluționată în stil clasicist. Casa era amplasată la colțul cartierului, ridicată pe un plan rectangular, într-un parter pe un demisol înalt în direcția căderii reliefului, cu fațadele aliniate la liniile roșii ale străzilor. Fațada orientată spre strada 31 August avea cinci axe, fațada orientată spre strada Ismail – trei axe, toate goluri de ferestre. Intrarea se afla la colțul teșit orientat spre intersecția străzilor, printr-un portic angajat, dominat de un fronton triunghiular. Decorația plastică era specifică stilului clasicist: cornișă cu muluri și denticule friză netedă, ancadramente c-plintă la ferestrele rectangulare. La fațada posterioară era o galerie deschisă. Sub casă se afla un demisol înalt.
Clădirea, împreună cu beciurile, a fost demolată ilegal în primăvara anului 2014 de către proprietarii actuali care se angajaseră să restaureze monumentul.

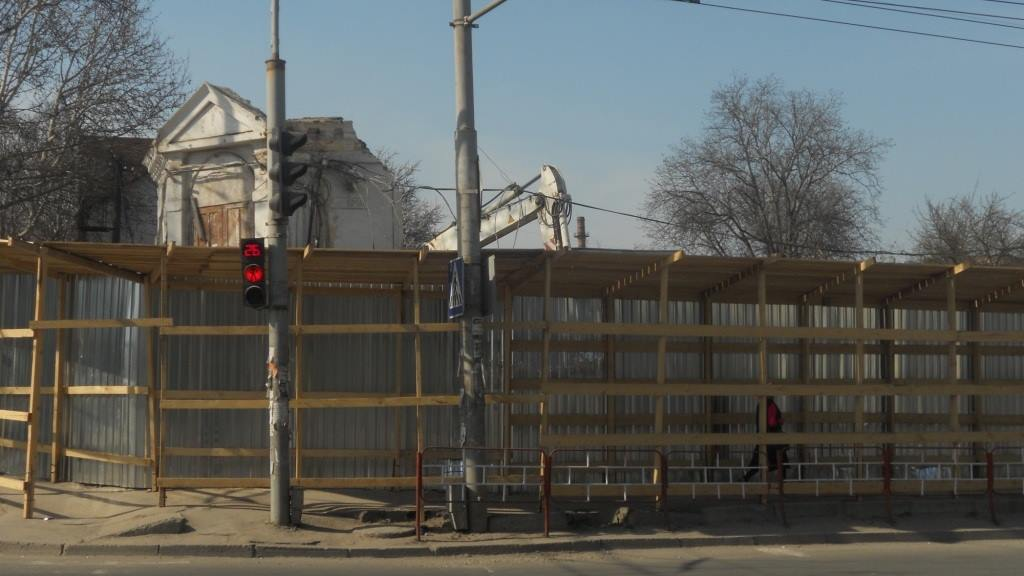
Șantierul de demolare
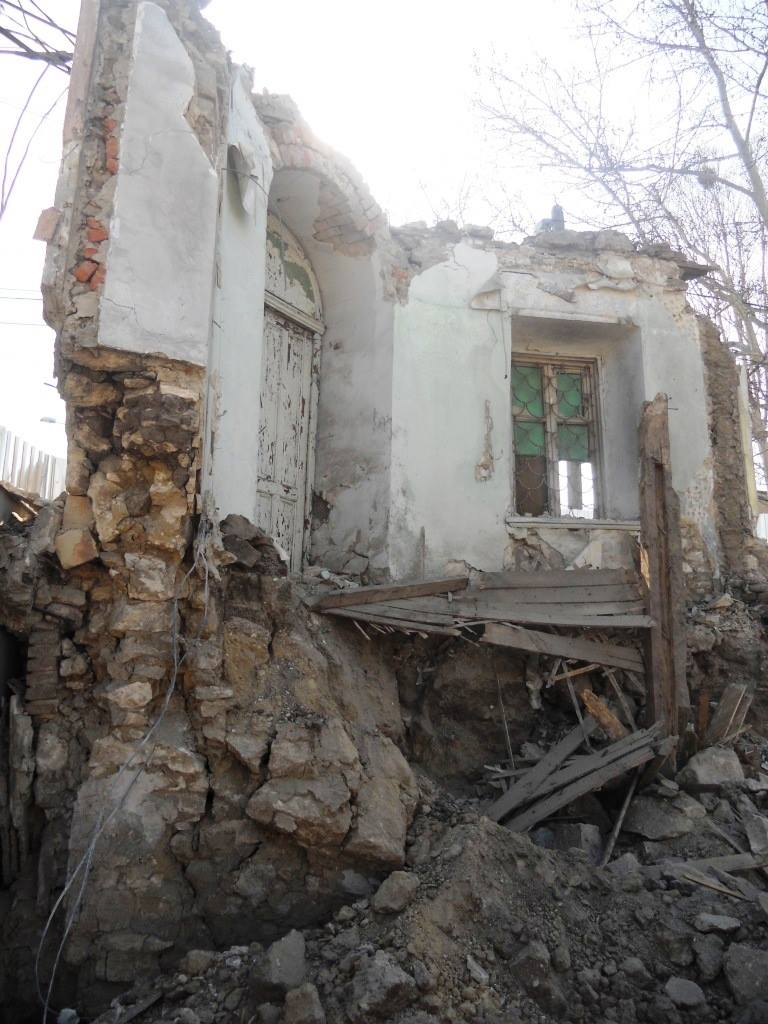
Intrarea, demolată
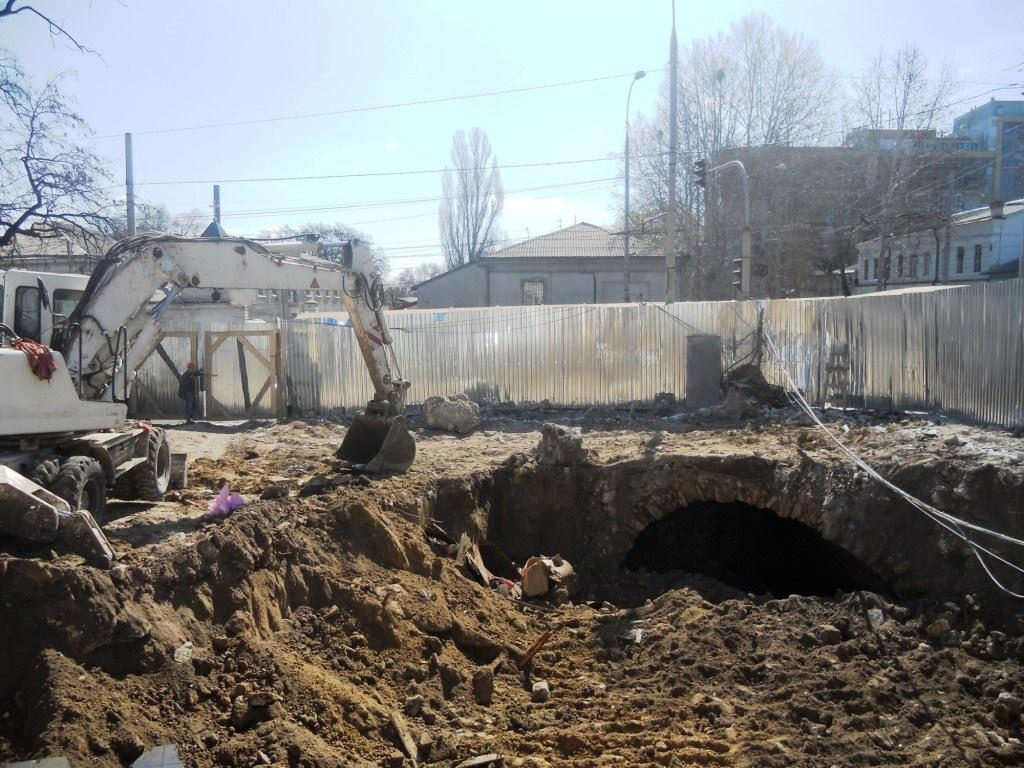
Rămășițele beciului de sub clădire